# 래더 49
《래더 49》(영어: Ladder 49)는 2004년에 개봉한 미국의 재난 드라마 영화이다. 볼티모어 소방국 소속 소방관 잭 모리슨이 화재가 일어난 한 대형 곡물 창고 안에 갇힌 상태에서 지난 일을 회상하는 내용이다. 호아킨 피닉스, 존 트러볼타 등이 출연하였다.

## 줄거리
영화는 볼티모어 소방국 소속 잭 모리슨(호아킨 피닉스 분)이 양곡기 화재에서 한 남자를 구한 후 갇히는 시점에서 시작한다. 그를 구하기 위해 소방부국장 마이크 케네디(존 트러볼타 분)가 대원들을 지휘하는 동안 잭은 과거를 회상한다. 이때 소방학교를 수료한 후 33진압대로 첫 발령을 받고 마이크에게 현장 교육을 받던 때, 첫 화재를 진압하던 때, 아내인 린다(저신다 배럿 분)를 만나 결혼하던 때, 49구조대 소속인 친구의 순직 사고를 경험하고 그 뒤를 이어 진압대에서 구조대 탐색 구조로 보직 이동을 하던 때, 자녀들, 훈장을 수여받던 때 등이 잭의 뇌리를 스친다. 한편 현실에서는 화재로 출구로 향하는 길이 막혀 버리고, 잭은 마이크에게 그를 구조하려고 하다가 동료 대원들이 위험에 빠지는 일이 없도록 동료들을 철수시켜 달라고 한 뒤 린다에게 전하는 말을 남기고 운명을 받아들인다.

## 출연진
- 호아킨 피닉스 - 잭 모리슨 역: 볼티모어 소방국 49구조대 소속. 전 33진압대.
- 존 트러볼타 - 마이크 케네디 부국장 역: 볼티모어 소방국. 전 33진압대장.
- 저신다 배럿 - 린다 모리슨 역: 잭 모리슨의 부인.
- 모리스 체스트넛 - 토미 드레이크 역: 볼티모어 소방국 49구조대.
- 밸서자 게티 - 레이 게이퀸 역: 볼티모어 소방국 49구조대.
- 로버트 패트릭 - 레널드 “레니” 릭터 역: 볼티모어 소방국 49구조대.
- 빌리 버크 - 데니스 게이퀸 역: 볼티모어 소방국 49구조대.
- 팀 기니
- 케빈 채프먼
- 제이 허낸데즈
- 케빈 대니얼스
- 마틴 오맬리